# Kelly Johnson
Kelly Johnson (Londra, 20 giugno 1958 – Londra, 15 luglio 2007) è stata una chitarrista inglese, fondatrice del gruppo femminile Girlschool.

## Biografia
Kelly ha frequentato la Edmonton County School in Edmonton, situata vicino a Londra, ed è stata una dei membri originali del gruppo heavy metal/hard rock Girlschool, formato nel 1978. Lei era la chitarra solista e andò via dal gruppo nel 1983, per vivere a Los Angeles.
Kelly Johnson è scomparsa il 15 luglio 2007 all'età di 49 anni, a causa di un cancro alla spina dorsale che combatteva da oltre sei anni.

## Discografia

### Girlschool

#### Album studio
- Demolition (1980)
- Hit and Run (1981)
- Screaming Blue Murder (1982)
- Play Dirty (1983)
- 21st Anniversary: Not That Innocent (2002)

#### EP
- St. Valentine's Day Massacre (EP with Motörhead) (1981)
- Live and More (EP) (1982)
- Wildlife (EP) (1982)
- 1-2-3-4 Rock and Roll (EP) (1983)

#### Album live
- Girlschool Live (1995)
- King Biscuit Flower Hour Presents Girlschool (1997)
- Race with the Devil Live (1998)
- Race with the Devil (2002)

#### Raccolte
- Cheers You Lot! (1989)
- C'mon Let's Go (1991)
- The Collection (1991)
- The Best of Girlschool (1993)
- From the Vaults (1994)
- Emergency (1997)
- The Collection (1998)
- Can't Keep a Good Girl Down (1999)
- The Very Best of Girlschool (2002)
- Wild at Heart (2006)
- The Singles (2007)

#### Singoli
- "Take It All Away / It Could Be Better" (1979)
- "Emergency / Furniture Fire" (1980)
- "Nothing to Lose / Baby Doll" (1980)
- "Race With The Devil / Take It All Away" (1980) UK #49
- "Yeah Right / The Hunter" (1980)
- "Hit And Run / Tonight" (1981) UK #32
- "C'Mon Let's Go / Tonight (live)" (1981) UK #42
- "Don't Call It Love / Wildlife" (1982)
- "20th Century Boy / Breaking All the Rules" (1983)
- "Burning in the Heat / Surrender" (1984)